# Вся Россия
Вся Росси́я — российское политическое движение, созданное на основе одноимённого избирательного протоблока региональных президентов и губернаторов. Декларируемая идеология — «демократический федерализм». Лидеры: Минтимер Шаймиев, Муртаза Рахимов (инициаторы и основатели), Руслан Аушев, Владимир Яковлев (председатель движения).
Первоначально создано как блок в апреле 1999 года. К блоку примкнули лидеры думской фракции «Российские регионы». Членство в блоке «Вся Россия» зафиксировали (войдя в состав оргкомитета или Политсовета блока) 24 члена Совета Федерации: Р. С. Аушев, В. К. Бочкарев, В. А. Варнавский, Б. А. Говорин, А. П. Гужвин, В. Ф. Давыдов, А. А. Джаримов, А. С. Дзасохов, Г. В. Игумнов, В. И. Ишаев, С. Л. Катанандов, Ю. Г. Медведев, Ф. Х. Мухаметшин, Р. С. Плиев, Л. К. Полежаев, М. Г. Рахимов, С. С. Собянин, П. И. Сумин, К. Б. Толкачёв, Н. В. Фёдоров, А. В. Филипенко, В. Ф. Чуб, М. Ш. Шаймиев, В. А. Яковлев. Из примерно 40 членов инициативной группы блока «Вся Россия» как минимум пятеро (члены Совета Федерации В. Бочкарёв, А. Гужвин, Г. Игумнов, П. Сумин, С. Собянин) параллельно принимали участие в инициативной группе конкурирующего губернаторского блока «Голос России» Константина Титова.
20 августа 1999 блок «Вся Россия» преобразован в движение. В конце августа 1999 года движение «Вся Россия» вместе с объединением «Отечество», возглавляемым Юрием Лужковым, вошло в избирательный блок «Отечество — Вся Россия» (ОВР).